# Orientalium Ecclesiarum
Orientalium Ecclesiarum è un decreto del Concilio Vaticano II sulle chiese orientali cattoliche.

Venne approvato con 2110 voti favorevoli e 39 contrari dai vescovi riuniti in Concilio e fu promulgato dal papa Paolo VI il 21 novembre 1964.

Il titolo Orientalium Ecclesiarum significa in latino: Delle chiese orientali e deriva dalle prime parole del decreto stesso.
Il decreto Orientalium Ecclesiarum parla delle chiese di rito orientale in comunione con la Chiesa cattolica.
Nella prefazione si sottolinea come la chiesa cattolica ha stima di tutte le istituzioni relative alle chiese orientali.
La chiesa cattolica proclama gli stessi diritti e la stessa dignità per qualsiasi rito o chiesa particolare: quest'ultima è una comunità stabile di fedeli che sono uniti nello Spirito Santo da una stessa fede ma che per l'appunto si differenziamo per i riti. Le chiese particolari sono affidate al governo pastorale del romano pontefice. Il decreto continua sottolineando l'importanza di far conoscere a tutti senza cadere nel pregiudizio queste chiese particolari e i loro riti. Esorta tutti a non lasciare introdurre mutazioni, se non per ragioni di progresso.
Nelle chiese orientali vige già dai tempi antichi risalenti ai primi concili l'istituzione patriarcale.
Il patriarca orientale è un vescovo che ha giurisdizione su tutti gli altri vescovi ma che non ha il primato assoluto in quanto esso è affidato al Romani Pontefice; al patriarca della chiesa orientale è riservato un onore speciale ripristinato da Concilio. Quanto si è detto per i patriarchi vale anche per gli arcivescovi maggiori.
Il concilio conferma loda e desidera che alcuni sacramenti vengano ristabiliti presso la chiesa orientale come: 
•	la cresima che può essere effettuata dai sacerdoti qualunque sia il loro rito e fatta dai fedeli di qualsiasi rito.
•	La confessione può essere ricevuta da qualsiasi sacerdote anche di rito differente e può essere effettuata da qualsiasi fedele senza differenza di rito.
•	L'ordine sacro deve essere ristabilito soprattutto per il diaconato permanente mentre per gli ordini inferiori provvederà la chiesa particolare.
•	I matrimoni misti sono validi solo nel momento in cui c'è la presenza di un sacro ministro.
•	I giorni festivi devono essere stabiliti esclusivamente dalla santa sede
•	La pasqua rimane ancora difficile stabilire un giorno comune a tutti per questo per promuovere l'unità fra i cristiani di una stessa nazione è necessario stabilire la stessa domenica per tutti.
•	La tempora risulta essere un modo per i fedeli di poter conformarsi con la disciplina vigente in quel luogo.
•	Le laudi divine devono essere celebrate secondo le prescrizioni e le tradizioni di quella disciplina
•	La lingua liturgica è stabilita dai pastori dopo aver avuto l'approvazione della Santa Sede
•	La communicatio in sacris stabilisce la possibilità di conferire spontaneamente il sacramento della penitenza, dell'eucaristia e dell'unzione degli infermi qualora sia impossibile sia fisicamente che moralmente la presenza del sacerdote del rito di appartenenza.